# Ismat ad-Din Khatun
ʿIṣmat ad-Dīn Khātūn, nota anche come Asimat (in arabo عصمت الدين خاتون‎?; ... – 1186), era la figlia di Mu'in al-Din Unur, reggente di Damasco, e moglie di due dei più grandi generali musulmani del XII secolo, Norandino e Saladino.